# Renan Bardini Bressan
Renan Bressan (nascut el 3 de novembre de 1988 a Tubarão, Brasil), és un futbolista brasiler i nacionalitzat belarús que juga actualment com a migcampista al Rio Ave.

## Carrera
Va jugar amb el FC Gomel des de l'abril de 2007. El 28 de gener de 2010, va signar pel BATE Borisov.
Bressan va marcar 15 gols durant la seva primera temporada amb el BATE, esdevenint el màxim golejador de la temporada 2010 de la lliga belarussa de futbol. També fou seleccionat com a millor migcampista de la lliga de l'any.
El 2 d'octubre e 2012, Bressan va marcar el tercer gol del BATE en la victòria per 3-1 contra el Bayern de Múnic al segon partit de la fase de grups de la Champions League. A finals de novembre del 2012, el club rus Alania Vladikavkaz va fitxar Bressan. L'octubre de 2013, Bressan va deixar l'equip unilateralment a causa de violacions en els termes financers de l'acord amb el club.
El 15 de gener de 2014, Bressan va signar un contracte de dos anys amb el FK Aktobe, però menys d'un mes després es va rescindir el contracte mutualment. Bressan va signar un contracte amb el FC Astana per dos anys el dia 10 del mateix mes, però va deixar el club el 12 de juliol després d'haver jugat només 7 partits. El 2 d'agost de 2014, Bressan va signar un contracte de dos anys amb el club portuguès Rio Ave.